# أنيس منصور
أنيس محمد منصور (18 أغسطس 1924 - 21 أكتوبر 2011)، كاتب صحفي ومهتم بالفلسفة وأديب مصري. اشتهر بالكتابة الفلسفية عبر ما ألّفه من إصدارت جمع فيها إلى جانب الأسلوب الفلسفي الأسلوب الأدبي الحديث. كانت بداية أنيس منصور الأدبية مع القرآن، حيث حفظه في سن صغيرة في كتٌاب القرية وكان له في ذلك الكتاب حكايات عديدة حكى عن بعضها في كتابه «عاشوا في حياتي». كان الأول في دراسته الثانوية على كل طلبة مصر حينها، ثم التحق بكلية الآداب بجامعة القاهرة برغبته الشخصية بقسم الفلسفة الذي تفوّق فيه وحصل على شهادة الإجازة الجامعية في الآداب عام 1947. عمل أستاذاً في القسم ذاته في جامعة عين شمس لفترة، ثم تفرّغ للكتابة والعمل الصحافي في مؤسسة أخبار اليوم.
آثر أن يتفرّغ للكتابة مؤلفاً وكاتباً صحفياً، وترأس العديد من مناصب التحرير لعدد من الصحف والمجلات، إذ صحب هذا المشوار الصحفي اهتمامه بالكتابة الصحفية. وحافظ على كتابة مقال يومي تميز ببساطة أسلوبه استطاع من خلاله أن يصل بأعمق الأفكار وأكثرها تعقيدًا إلى البسطاء. ظلَّ يعمل في أخبار اليوم حتى تركها في عام 1976 ليكون رئيساً لمجلس إدارة دار المعارف، ثم أصدر مجلة الكواكب. كان من المقربين للرئيس السادات ورافقه في زيارته إلى القدس عام 1977.
تعلم أنيس منصور لغات عدة منها: الإنكليزية والألمانية والإيطالية  واللاتينية والفرنسية والروسية، وهو ما مكنه من الاطلاع على ثقافات عديدة، ترجم عنها عددًا كبيرًا من الكتب الفكرية والمسرحيات، كما سافر إلى العديد من بلدان العالم، وألف العديد من كتب الرحلات ما جعله أحد رواد هذا الأدب ومن هذه الكتب: حول العالم في 200 يوم، اليمن ذلك المجهول، أنت في اليابان وبلاد أخرى.
عرف بأن له عادات خاصة بالكتابة حيث كان يكتب في الرابعة صباحاً ولا يكتب نهاراً، ومن عاداته أيضاً أنه كان حافي القدمين ويرتدي البيجاما وهو يكتب، كما عرف عنه أنه لا ينام إلا ساعات قليلة جداً، وكان يعاني من الأرق ويخشى الإصابة بالبرد دائماً. حصل في حياته على الكثير من الجوائز الأدبية من مصر وخارجها ومن أبرزها الدكتوراه الفخرية من جامعة المنصورة وجائزة الفارس الذهبي من التلفزيون المصري وجائزة الدولة التشجيعية في مصر في مجال الأدب. كما له تمثال بمدينة المنصورة يعكس مدى فخر بلده به.
توفي صباح يوم الجمعة الموافق 21 أكتوبر 2011 عن عمر ناهز 87 عاماً بمستشفى الصفا بعد تدهور حالته الصحية على إثر إصابته بالتهاب رئوي  وأُقيمت الجنازة يوم السبت بمسجد عمر مكرم بعد صلاة الظهر. ودفن بمدافن الأسرة بمصر الجديدة بعد تشييع جثمانه.

## النشأة
ولد أنيس منصور في 18 أغسطس 1924 في إحدى قرى محافظة الدقهلية الواقعة في شرق دلتا النيل في مصر، حفظ القرآن كله وهو في سن التاسعة  عند كتاب القرية وكان له في ذلك الكتاب حكايات عديدة حكى عن بعضها في كتابه عاشوا في حياتي، كما كان يحفظ آلاف الأبيات من الشعر العربي والأجنبي.

### دراسته
اكمل أنيس منصور دراسته الثانوية في مدينة المنصورة حيث كان الأول على كل طلبة مصر حينها، وكان ذلك استكمالاً لتفوقه في صغره، حيث اشتهر بالنباهة والتفكير المنطقي السليم، وهذا تتمة تفوقه في السنين السابقة، التي اشتهر فيها بالنباهة والتفوق حتى أنه إذا جاءت حصص اللياقة البدنية كان المدرسون يقولون له - كما ذكر هو في كتابه عاشوا في حياتي: (بلاش كلام فارغ انتبه لدروسك ومذاكرتك الأولاد دول بايزين)، لأنهم كانوا يرون فيه مستقبلاً باهراً وشخصية فريدة.
التحق بكلية الآداب جامعة القاهرة برغبته الشخصية، دخل قسم الفلسفة الذي تفوق فيه، وحصل على ليسانس آداب عام 1947، وعمل أستاذاً في القسم ذاته في جامعة عين شمس لفترة حيث عمل مدرساً للفلسفة الحديثة بكلية الآداب جامعة عين شمس من عام 1954 حتى عام 1963، وعاد للتدريس مرة أخرى عام 1975. ثم تفرغ للكتابة والعمل الصحفي في مؤسسة أخبار اليوم والإبداع الأدبي في شتى صوره. ظل أنيس منصور لفترة لا هم له إلا شراء الكتب ودراسة الفلسفة حتى وقعت له نقطة تحول مهمة، هي حضوره لصالون عباس محمود العقاد، والذي كان بالنسبة له بمثابة بوابة على عالم آخر لم يعهده من قبل، وسجل كل ذلك في كتاب في صالون العقاد كانت لنا أيام وقدم فيه مشاكل جيله وعذاباته وقلقه وخوفه وآراءه في مواجهة جيل العمالقة من أمثال طه حسين، والعقاد، وتوفيق الحكيم، وسلامة موسى وغيرهم الكثير من أعلام الفكر والثقافة في مصر في ذلك الوقت.

## عالم الصحافة
كانت بداية أنيس منصور في عالم الصحافة مع مؤسسة أخبار اليوم - إحدى أكبر المؤسسات الصحفية المصرية - حين انتقل إليها مع كامل الشناوي، وتتلمذ على يد مؤسسيها الأستاذين مصطفى وعلي أمين، ثم ما لبث أن تركها وتوجّه إلى مؤسسة الأهرام في مايو عام 1950 حتى عام 1952، ثم سافر أنيس منصور وكامل الشناوي إلى أوروبا، وفي ذلك الوقت اندلعت ثورة 23 يوليو 1952، أرسل أنيس منصور أول مواضيعه إلى أخبار اليوم وكان يقول: «كانت بدايتي في العمل الصحفي في أخبار اليوم وهذا بالضبط ما لا أحب ولا أريد أنا أريد أن أكتب أدباً وفلسفة فأنا لا أحب العمل الصحفي البحت أنا أديب كنت وسأظل أعمل في الصحافة». وظل يعمل في أخبار اليوم حتى تركها في عام 1976 ليصبح رئيساً لمجلس إدارة دار المعارف، ثم أصدر مجلة الكواكب.
تراوح بين الصحافة والأدب والفن والفلسفة وكان من أصغر رؤساء التحرير في مصر حيث تولّى رئاسة تحرير مطبوعة وهو لم يكمل الثلاثين من عمره، وتنقل بين أشهر المؤسسات الصحفية في مصر: أخبار اليوم وآخر ساعة والأهرام[ ؟ ] والهلال[ ؟ ]، حتى كلّفه الرئيس السادات بتأسيس مجلة أكتوبر في 31 أكتوبر 1976 م وهي مجلة عربية سياسية اجتماعية شاملة ليكون رئيساً لتحريرها ورئيساً لمجلس إدارة دار المعارف حتى سنة 1984. كان أنيس منصور الصحفي الأول للسادات بعد 1975 وكان صديقاً مقرباً وكاتماً للأسرار، ويعلم الكثيرون أن ما في خزانة أنيس منصور من الأسرار والحوارات والوثائق والتسجيلات لا يقدّر بثمن ولم يكشف عنها لأسباب لم يفصح عنها حتى مات. تغير وضع أنيس منصور تماماً وأصبح من أقرب الصحفيين المقربين من الرئيس السادات وخشي عليه البعض من الاقتراب الزائد من السلطة الحاكمة، وكان في ذهنهم تجربة العلاقة المتميزة الكبيرة بين الرئيس عبد الناصر والكاتب هيكل بكل ما لها وما عليها، كانت قناعتهم وقت إذ ولا تزال أن الاقتراب الزائد من السلطة أمر محفوف بالمخاطر، فالسلطة كالشمعة المتوهجة نعم تضئ لكن إذا اقتربت منها جداً قد تحرقك، لذا يجب الاحتفاظ بمسافة معينة بعيداً عنها.
عاش أنيس منصور طوال حياته وهو ملء السمع والبصر معروفاً مشهوراً، مزهواً بثقافته ومكانته، عاصر الملكية وشهد حكم عبد الناصر وتأذّى منه وعاصر السادات وكان مقرباً منه، ولم يمت إلا بعد أن رأى سقوط نظام مبارك وانهيار حكمه بعد 30 عاماً قضاها متربعاً على عرش مصر. ورافق الرئيس مبارك في بعض أسفاره منها في تورينتو أثناء الزيارة الوحيدة التي قام بها إلى كندا في عام 1983. كتب منصور في جريدة الأهرام المقال اليومي الأكثر قراءة «مواقف» ويكتب أيضاً في صحيفة الشرق الأوسط. وترأّس تحرير العديد من المجلات منها: الجيل، هي، آخر ساعة، أكتوبر، العروة الوثقى، مايو، كاريكاتير، الكاتب. ونقلت مقالاته التي كان يكتبها قديماً إلى صحيفة آخر لحظة.

## كتاباته

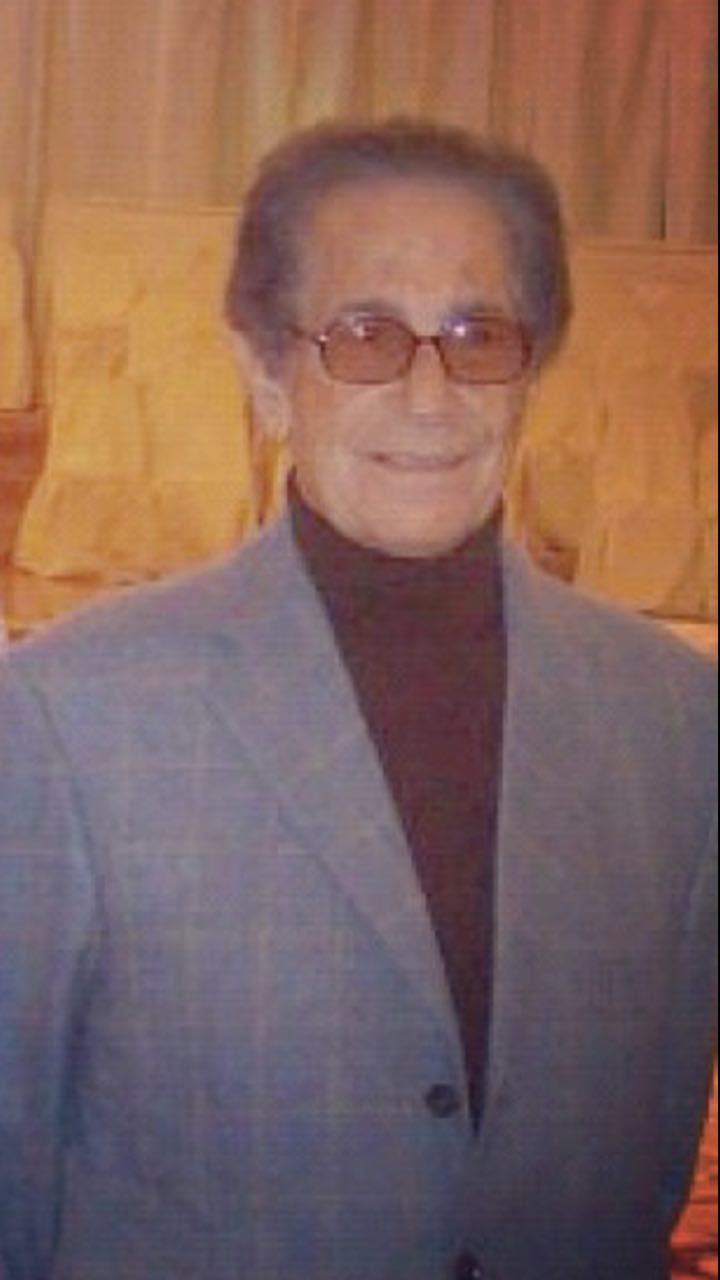
أنيس منصور في عام 2009.

عاش أنيس منصور محبا للآداب والفنون دارساً للفلسفة ومدرساً لها مشتغلاً بالصحافة وأستاذاً من أساتذتها، ومسهماً في كل تلك المجالات وغيرها بكتب ومؤلفات قاربت 200 كتاب تشكل في مجموعها مكتبة كاملة متكاملة من المعارف والعلوم والفنون والآداب والسياسة والصحافة والفلسفة والاجتماع والتاريخ والسياسة والمرأة.، وكتب في مجلات متنوعة. عكست نظرته ورؤيته للكون والإنسان والحياة وساهمت في تشكيل وجدان وثقافة أجيال عديدة من الشباب في العالم العربي كله.
وأجاد أنيس منصور عدة لغات إلى جانب العربية بالطبع ومنها الإنجليزية والألمانية والإيطالية. كما اطلع على كتب عديدة في هذه اللغات وترجم بعضاً من الكتب والمسرحيات المكتوبة بغير العربية، سافر أنيس منصور كثيراً وكتب الكثير في أدب الرحلات، وألّف في ذلك عدداً من الكتب منها «كتاب حول العالم في 200 يوم»، «بلاد الله لخلق الله»، «غريب في بلاد غريبة»، «اليمن ذلك المجهول» «أنت في اليابان» وبلاد أخرى، «أعجب الرحلات في التاريخ»، كانت كتابات أنيس منصور في ما وراء الطبيعة في فترة من الفترات هي الكتابات المنتشرة بين القراء والمثقفين، ومن أشهر كتبه في هذا المجال الذين هبطوا من السماء، الذين عادوا إلى السماء، لعنة الفراعنة.
كما ترك أنيس منصور عددا من المؤلفات التي تحولت لأعمال سينمائية ومسرحية وتلفزيونية ومن أشهرها مسرحية «حلمك يا شيخ علام»، «من الذي لا يحب فاطمة»، «هي وغيرها»، «عندي كلام».
كان لأنيس منصور نشاط واسع في ميدان الترجمة، حيث ترجم إلى العربية عديداً من الكتب والأعمال الأدبية الأجنبية، بلغت نحو 9 مسرحيات وحوالى 5 روايات من لغات مختلفة، إلى جانب 12 كتاب لفلاسفة أوروبيين.
وفي الوقت ذاته اهتمت دور النشر العالمية بترجمة كثير من أعماله إلى اللغات الأوروبية وخاصة الإنجليزية والإيطالية.
وكتابه حول العالم في 200 يوم هو الأكثر انتشاراً باللغة العربية. ثم تفرغ في أواخر حياته لكتابة المقال السياسي والاجتماعي المعروف مواقف في جريدة الأهرام اليومية إلى جانب عموده اليومي في جريدة الشرق الأوسط.
كانت كتاباته عن الوجودية من أفضل ما كتب عنها باللغة العربية، وكان أكبر قارئ في العالم العربي كما وصفه الأديب طه حسين، وساعده على ذلك إجادته لعدة لغات أجنبية، لم يكن أنيس منصور يترجم ما يقرأ من مصادر أجنبية، بل كان يهضم مايقرأ تماماً ثم يبدأ في كتابة مقال عن الموضوع بعقل المفكر الفيلسوف فيضيف إليه معلومات ورؤية جديدة، وكان حريصاً في عموده اليومي على أن يقدم للقارئ المصري والعربي معلومة جديدة أو أكثر في كل مقال، لقد كانت له طريقة أو توليفة خاصة في الكتابة يصعب تقليدها وانجذب لها ملايين القراء في الوطن العربي كله فأقبلوا على مقالاته وكتبه ومؤلفاته التي حققت أرقام مبيعات قياسية.
عاموس إيلون
ذهب الكاتب الصهيوني الإسرائيلي عاموس إيلون في أوائل حقبة الثمانينيات من القرن الماضي إلى أنيس منصور ليجري معه حواراً وحديث صحفي خاص، وسمع كثيراً عن ثقافته الواسعة وإجادته لعدة لغات أجنبية، وكان عاموس إيلون يجيد عدة لغات وبدى أنه كانت تساوره بعض الشكوك حول ما سمع عن القدرات الشخصية الخاصة التي يتمتع بها الكاتب أنيس منصور وأن الأمر قد لا يخلو من مبالغة، وأراد أن يحكم هو بنفسه.
التقى الكاتب الإسرائيلي عاموس إيلون بأنيس منصور في مكتبه وأجرى معه حديثاً طويلاً في السياسة والصراع العربي الإسرائيلي، والعلاقات المصرية الإسرائيلية، ومستقبل السلام بين مصر والاحتلال الإسرائيلي بعد توقيع معاهدة السلام بل وناقشه في قضايا فلسفية، لم يكن الحديث بينهما حديثاً عادياً، بل كان أشبه ما يكون بمباراة أو مبارزة شرسة بين عقلين، كان عاموس يسأل أنيس منصور سؤالاً بالإنجليزية فيجيبه بالإنجليزية، ثم يوجّه له السؤال التالي بالفرنسية فيجيبه بطلاقة وإتقان بالفرنسية، ثم يوجّه له سؤالا ثالثا نصفه الأول بالإنجليزية ثم يكمل النصف الثاني من السؤال باللغة الألمانية، فيجيبه أنيس منصور بلغة ألمانية سليمة وبنطق جيد في سلاسة ويسر وثقة بالنفس وهكذا استمر الحديث إلى أن فاجأ أنيس منصور الكاتب الإسرائيل عاموس إيلون بالإجابة على أحد الأسئلة باللغة العبرية التي كان قد قطع شوطاً كبيراً في تعلمها على كبر، وفي نهاية الحوار وبعد أن لمس عاموس إيلون بنفسه مدى سعة اطلاع أنيس منصور وغزارة معلوماته وقوة حججه العقلانية، أدرك عندئذ أن ما سمعه من قبل عن أنيس منصور كان أقل من الحقيقة. نشر الكاتب الإسرائيلي عاموس إيلون حواره مع أنيس منصور كاملاً في كتاب له بعنوان «رحلة إلى مصر»، تضمن أيضا حوارات مع شخصيات مصرية بارزة.
بالرغم من كل هذا لم يكن المفكر أنيس منصور متكبراً أو مغروراً على الإطلاق كما يظن البعض بل كان متواضعاً، لكن في نفس الوقت كان على درجة عالية من الثقة والاعتداد بالنفس ربما يفسرها من لا يعرفه بالغرور والتعالي، كانت في شخصية أنيس منصور المتواضعة كبرياء، وكان في كبريائه تواضع، وربما أنه تأثر بهذه الصفة من علاقته المبكرة وقربه وإعجابه بالأديب عباس محمود العقاد.

## زواجه
كان لزوجته رجاء منصور دور في ثورة 23 يوليو لم تعرفه هي نفسها، فأخوالها – زكريا توفيق وتوفيق عبد الفتاح – هم من الضباط الأحرار، وكانوا بحاجة للتخفي فكانوا يملونها المنشورات لتكتبها بخط يدها، وهي لا تدري لصغر سنها.
يروي أنيس منصور أن ملفاته الأمنية كانت سبباً مرجحاً لزواجه فيقول: «عندما طلبت من الرئيس السادات أن يطلعني على الملفات المكتوبة عني في أجهزة الأمن رأيت بعضها، فوجدت ملاحظتين: الأولى أن عدداً كبيراً من النكت منسوباً إلي كأني لا أفعل شيئاً في هذه الدنيا إلا النكت ومن المؤكد أن بعضها من تأليفي، ولكن ليست كل هذه النكت. الملاحظة الثانية عن قصصي الغرامية الكثيرة، كأني متفرغ للغراميات مثل واحد يجلس في الشارع على حارة زنقة الستات لا شيء يشغله إلا الحب، وقد أفأدني هذا التقرير الأمني في زواجي».
اعترض أخوال زوجته وكانا يشغلان منصبي وزير التموين والشؤون الاجتماعية، ولكن أحدهما قال لزوجتي: لو ثبت أن أنيس يعرف ألف واحدة سأزوجه لك، ولو كان يعرف واحدة فقط فلن أزوجك له لأنه لن يتركها. وحينما أطلع على التقارير الأمنية وافق على زواجي.
روى إبراهيم عبد العزيز في كتابه رسائل أنيس منصور أن الرئيس جمال عبد الناصر اعترض على اقتران أنيس بزوجته، باعتبار أنه لا يجوز لصحفي أن يناسب الضباط الأحرار، فما الحال بصحفي من أخبار اليوم - التي كان عبد الناصر ينظر إليها وإلى مؤسسها بريبة وشك - وكان محمد حسنين هيكل هو الذي خطب لأنيس زوجته، وكان شاهداً على عقد قرانه، حتى حينما انفصلا كان أحد الساعين لإعادته. وفي لقاء تلفازي ببرنامج مصر النهاردة قال أنيس منصور أن الزواج نظام اجتماعي صعب بسبب صعوبة استمرار حياة طويلة بين زوجين لم يتعرفا إلى بعضهما بالشكل الكافي ولكنه قرر أن يخفف من وطأة صعوبة الحياة الزوجية حين قرر عدم الإنجاب ووافقته زوجته على ذلك.

## وفاته
توفي أنيس منصور صباح يوم الجمعة الموافق 21 أكتوبر 2011 عن عمر ناهز 87 عاماً بمستشفى الصفا بعد تدهور حالته الصحية على إثر إصابته بالتهاب رئوي وبعد معاناته الشديدة مع المرض خلال الأسابيع الماضية، شهدت صحته خلال الأيام الماضية مضاعفات زادت من سوء حالته الصحية إثر إصابته بالتهاب رئوي وصفه الأطباء بالحاد، إضافة إلى شرخ بين فقرات الظهر مما ألزمه العناية المركزة طيلة الأيام الماضية. أثناء ما كان يكتب مذكراته الذي كان حريصاً على أن ينتهي منها قبل وفاته.
دخل أنيس منصور مستشفى الصفا بحي المهندسين يوم الجمعة الموافق 21 أكتوبر 2011، وحجز لهُ غرفة الرعاية المركزة بالمستشفى إثر إصابتهِ بالتهاب رئوي بعد تدهور حالته الصحية منذ يوم الأربعاء مما استدعى وضعه على جهاز التنفس الصناعي إلى أن وافته المنية صباح يوم الجمعة. وأُقيمت الجنازة يوم السبت بمسجد عمر مكرم بعد صلاة الظهر. ودفن جثمانه بمدافن الأسرة بمصر الجديدة بعد التشييع. ويُعد منصور من جيل الصحفيين المخضرمين الذين طبعوا الحياة الثقافية في مصر لعقود.
نعيه
نعى ليئور بن دور - المتحدث باسم وزارة الخارجية الإسرائيلية باللغة العربية - الكاتب الصحفي أنيس منصور، والذي اعتبره واحد من أكبر المؤمنين بالسلام الذي عقده السادات مع إسرائيل. وعبّر بن دور عن أشواقه للقاهرة وحزنه لوفاة منصور الذي تعرف عليه خلال فترة عملهِ في السفارة الإسرائيلية بالقاهرة لمدة عامين حسب الرسالة التي بثتها وزارة الخارجية الإسرائلية عبر صفحة إسرائيل تتحدث العربية على موقع التواصل الاجتماعي فيس بوك.
وقال الدبلوماسي الإسرائيلي أنه عقد عدة لقاءات مع منصور داخل مؤسسة الأهرام: كانت اللقاءات بيننا تعقد بصورة عامة في الطابق الخامس من بناية جريدة الأهرام، لكن في بعض الأحيان كنا نخرج لتناول وجبة الغداء معاً في مطعم لطيف على ضفة نهر النيل. وأشار إلي استخدام منصور لحسه الساخر حتى في السياسة أن ينقل من وإلى «أورشليم» الرسالة التي كان يريد نقلها.
لم يكن أنيس منصور كاتباً صحفياً كبيراً فحسب بل كان موسوعة بشرية متنقلة، كان ظاهرة وحالة فكرية وأدبية خاصة في الكتابة والصحافة في مصر والوطن العربي. لم يكن مجرد كاتب صحفي كبير ومشهور كان فيلسوفاً ومفكراً مبدعاً ومتعدد المواهب، ومواطناً عالمياً انفتح في سن مبكرة على العالم وثقافاته المختلفة ودون أن ينسى جذوره المصرية.

## مؤلفاته
العديد من المؤلفات التي تحوّل بعضها إلى مسلسلات تلفازية منها: من الذي لا يحب فاطمة، حقنة بنج، اتنين..اتنين، عريس فاطمة، غاضبون وغاضبات، هي وغيرها، هي وعشاقها، العبقري، القلب بدأ يدق، يعود الماضي يعود وتحوّل بعضها إلي أفلام منها: آسف للإزعاج. والحياة الثرية التي عاشها أنيس منصور في دنيا الكتابة والتأليف بالعربية قادته أيضا إلى عالم الترجمة، حيث ترجم العديد من الكتب والأعمال الأدبية إلى العربية، كما ترجم أكثر من 9 مسرحيات بلغات مختلفة وحوالى 5 روايات مترجمة، ونحو 12 كتابا لفلاسفة أوروبيين، كما ألّف أكثر من 13 مسرحية باللغة العربية.
- عاشــوا في حياتي
- دعوة للابتسام
- الكبار يضحكون أيضا
- الذين هبطوا من السماء
- الذين عادوا إلى السماء
- زي الفل
- في صالون العقاد كانت لنا أيام
- من أول السطر
- يا نور النبي
- إنها كرة الندم
- نحن أولاد الغجر
- الوجودية
- يسقط الحائط الرابع
- كرسي على الشمال
- قالوا
- يا صبر أيوب
- يوم بيوم
- كل شيء نسبي
- أرواح وأشباح
- حول العالم في 200 يوم
- أعجب الرحلات في التاريخ
- لأول مرة
- هناك فرق
- اللهم إني سائح
- الحب والفلوس والموت وأنا
- كائنات فوق
- شارع التنهدات
- الرئيس قال لي وقلت أيضا
- شبابنا الحيران
- على رقاب العباد
- ولكني أتامل (مقالات)
- لعنة الفراعنة
- دعوة للابتسام
- هناك أمل
- آه لو رأيت
- تولد النجوم وتموت
- اقرأ أي شيء
- مصباح لكل إنسان
- أحب وأكره
- لعل الموت ينسانا
- ثم ضاع الطريق
- لعلك تضحك
- عبد الناصر المفترى عليه والمفترى علينا
- إلا فاطمة
- القلب يدق أبدا
- من نفسي
- ساعات بلا عقارب
- أوراق على شجر
- شباب شباب
- مذكرات شاب غاضب
- مذكرات شابة غاضبة
- قل لي يا أستاذ
- كتاب عن كتب
- وجع في قلب إسرائيل
- وداعا أيها الملل
- في تلك هؤلاء العظماء ولدوا معا
- عزيزي فلان
- الخالدون المئة
- معنى الكلام

كما أنه له العديد من الأعمال الدرامية التي تحوّلت إلى مسلسلات تلفازية منها:
- من الذي لا يحب فاطمة
- حقنة بنج
- إتنين.. إتنين
- عريس فاطمة
- غاضبون وغاضبات
- هي وغيرها
- هي وعشاقها
- العبقري
- القلب أبدا يدق
- يعود الماضي يعود

## جوائز
- جائزة مبارك في الآداب من المجلس الأعلى للثقافة عام 2001.[5]
- الجائزة التشجيعية من المجلس رعاية الفنون والآداب والعلوم الاجتماعية عام 1963.[13]
- جائزة الدولة التقديرية في الآداب من المجلس الأعلى للثقافة، عام 1981.[13]
- جائزة الإبداع الفكري لدول العالم الثالث، عام 1981.[13]
- جائزة مبارك في الآداب من المجلس الأعلى للثقافة، عام 2001.[بحاجة لمصدر]
- الدكتوراه الفخرية من جامعة المنصورة.[بحاجة لمصدر]
- جائزة الفارس الذهبي من التليفزيون المصري أربع سنوات متتالية.[بحاجة لمصدر]
- جائزة كاتب الأدب العلمي الأول من أكاديمية البحث العلمي.[بحاجة لمصدر]
- فاز بلقب الشخصية الفكرية العربية الأولى من مؤسسة السوق العربية في لندن.[بحاجة لمصدر]
- لقب كاتب المقال اليومي الأول في أربعين عاماً ماضية.[بحاجة لمصدر]
- جائزة الإبداع الإعلامي العربي من الملتقى الإعلامي العربي الخامس بالكويت.[14]

## وصلات خارجية
- أنيس منصور على موقع أرشيف الشارخ.
- أرشيف لمقالات أنيس منصور من موقع uFollow.
- تقرير من برنامج المصر اليوم على يوتيوب عن أنيس منصور على أون تي في.
- وفاة أنيس منصور على يوتيوب القناة الأولى المصرية.
- مقالات أنيس منصور مواقف في جريدة الأهرام.